# Tickton and Hull Bridge

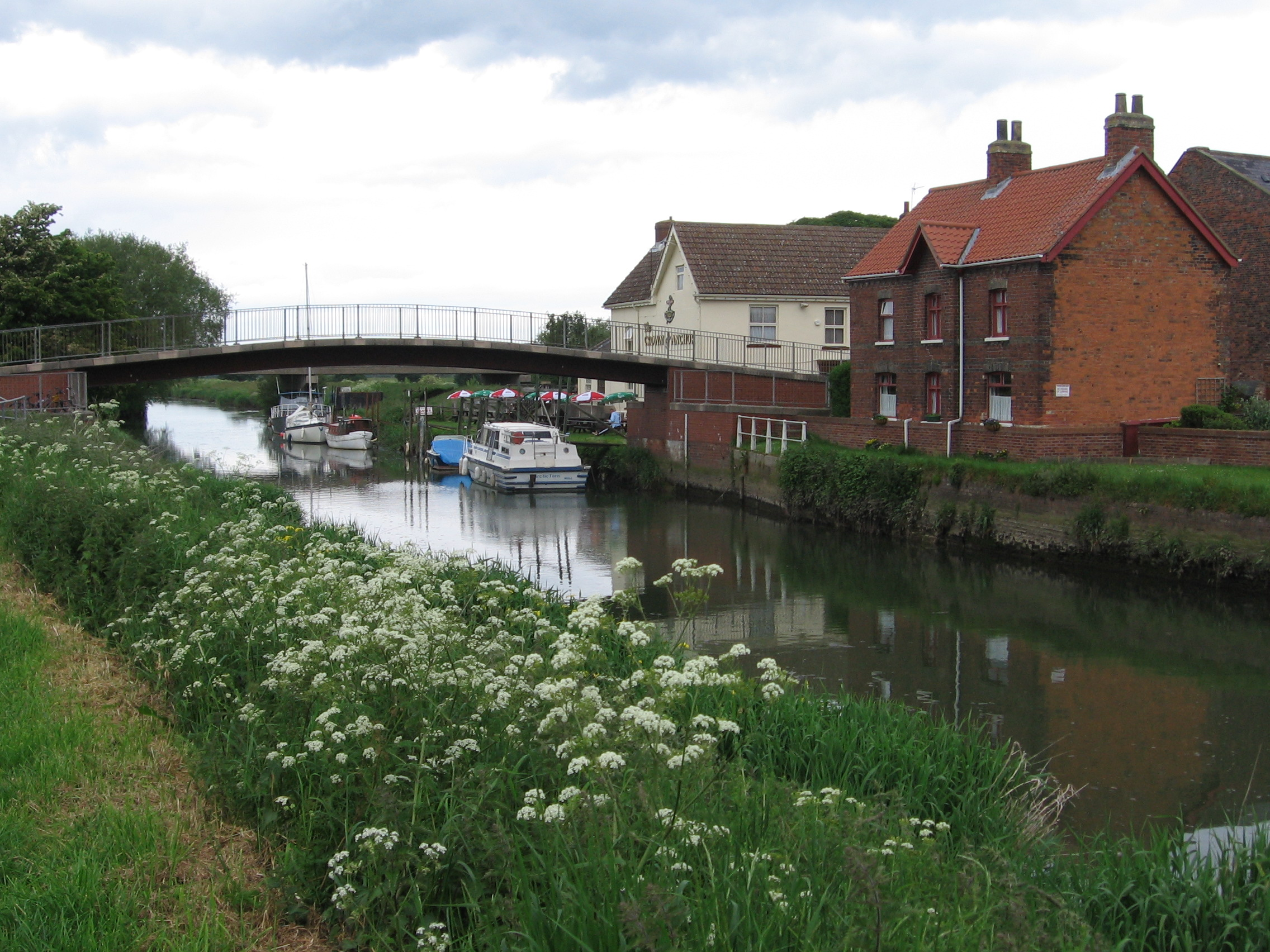
Hull Bridge

Tickton and Hull Bridge var en civil parish från 1866 till 1935 då den blev en del av Tickton, i grevskapet East Riding of Yorkshire, i England. Civil parish var belägen 16 km från Driffield och hade 296 invånare år 1931.